# Miloš Nikić
Miloš Nikić (ur. 31 marca 1986 w Cetynii) – serbski siatkarz, reprezentant kraju, grający na pozycji przyjmującego. 

## Sukcesy klubowe
Wicemistrzostwo Czarnogóry:
- 2007

Wicemistrzostwo Belgii:
- 2009

Puchar CEV:
- 2014

Superpuchar Włoch:
- 2015

Puchar Włoch:
- 2016

Mistrzostwo Włoch:
- 2016

Superpuchar Serbii:
- 2019

## Sukcesy reprezentacyjne
Mistrzostwa Europy:
- 2011
- 2007, 2013

Liga Światowa:
- 2016
- 2009, 2010

Mistrzostwa Świata:
- 2010

Memoriał Huberta Jerzego Wagnera:
- 2016